# Cresta lambdoide
La cresta lambdoide és una protuberància òssia del crani que es troba en alguns grups de mamífers. Es tracta d'una cresta transversal conformada generalment pels parietals i, de vegades, també pels escatosos i altres ossos. Serveix de punt d'ancoratge per a músculs del cap. Per tant, la presència d'una cresta lambdoide ben desenvolupada en restes fòssils indica que l'animal en qüestió tenia músculs forts al cap. La presència o absència de cresta lambdoide i, en cas de ser-hi, les seves característiques i el seu grau de desenvolupament es fan servir per diferenciar espècies entre si.